# Алвес, Кесли
(Хюинь) Ке́сли А́лвес (порт.-браз. Kesley Alves; вьет. Huỳnh Kesley Alves; 23 декабря 1981, Палмейрас) — бразильский и вьетнамский футболист, нападающий клуба «Хошимин». Занимает четвёртое место среди лучших бомбардиров вьетнамской лиги (95 голов).

## Карьера
В 2005 году перебрался из Бразилии во Вьетнам, подписав контракт с «Биньзыонгом». Отлично зарекомендовал себя в новой стране уже в первом сезоне, став лучшим бомбардиром чемпионата. Следующий чемпионат провёл, выступая за «Хоангань Зялай». В 2007 предпочёл вернуться в «Биньзыонг». В его составе дважды подряд выигрывал чемпионат и Суперкубок Вьетнама.
В 2009 году клуб дошёл до полуфинала Кубка АФК, а Алвес, забив в турнире 8 мячей, разделил звание лучшего бомбардира. В том же году получил вьетнамское гражданство и провёл два матча за сборную Вьетнама.
В 2011 году оказался в составе клуба Первого дивизиона «Сайгон Суантхань» и помог ему завоевать путёвку в V-лигу.

## Достижения
- Чемпион Вьетнама 2007 и 2008
- Вице-чемпион Вьетнама 2009
- Бронзовый призёр Вьетнама 2005
- Обладатель Суперкубка Вьетнама 2007 и 2008
- Лучший бомбардир Кубка АФК 2009
- Лучший бомбардир чемпионата Вьетнама 2005
- Обладатель Юниорского кубка Сан-Паулу 2002